# Nur al-Dżaldżali
Nur al-Dżaldżali (arab. نور الجلجلي ;fr. Nour Jeljeli; ur. 25 września 2000) – tunezyjska zapaśniczka walcząca w stylu wolnym. Brązowa medalistka mistrzostw Afryki w 2019, 2023 i 2024, a także igrzysk solidarności islamskiej w 2021. Triumfatorka mistrzostw śródziemnomorskich w 2018, a także mistrzostw arabskich w 2024. Mistrzyni Afryki juniorów w 2017, 2018, 2019 i 2020 roku.